# Гормональные препараты
Гормона́льные препара́ты — это лекарственные средства, которые содержат гормоны или гормоноиды, которые проявляют фармакологические эффекты подобно гормонам.
Их применяют в виде таких препаратов:
- экстракты гормонов, полученные из эндокринных желёз забойных животных (адреналин, инсулин);
- синтетические гормоны, которые полностью соответствуют структуре естественных и действуют аналогично им;
- синтетические соединения, которые не идентичны по химическому строению естественным гормонам, но проявляют выраженное гормональное действие;
- фитогормоны — растительные препараты, которые проявляют гормональную активность при введении в организм животных.

В траве паслёна содержатся гормоны, которые вызывают фармакологические эффекты подобно кортизону.
В молодой кукурузе содержится куместрол, который проявляет эстрогенное действие у самок животных.
Активность гормональных препаратов определяют биологическими методами на соответствующих органах-мишенях животных и выражают в единицах действия (ЕД) или в международных единицах (МЕ), а синтетических препаратов, которые имеют постоянную активность — в весовых единицах (мг).
Гормоны не имеют видовых особенностей и у всех животных действуют одинаково. На ткани они проявляют специфическое действие, направленное на изменение соответствующих физиологических реакций. Каждый гормон влияет лишь на те органы, которые имеют высокоспецифические рецепторы, с которыми связывается гормон. То есть их действие проявляется на органы-мишени. Так, два близких по химическому строению гормона — окситоцин и вазопрессин, которые образуются в гипофизе, проявляют разное фармакологическое действие. Окситоцин влияет на мышечную ткань матки, а вазопрессин — на мышцы мелких сосудов.
Механизм фармакологического действия гормонов на клеточном уровне заключается в изменении проницаемости клеточных мембран для кальция или в активизации каталитической активности клеточных ферментов. В первом случае гормон блокирует активность Na+-, K+-АТФазы, что способствует проникновению в цитоплазму клеток ионов кальция, во втором — активизируется циклический аденозинмонофосфат (цАМФ) клеточных ферментов или его синтез, что способствует проявлению гормонального эффекта.
Стероидные гормоны, проникая в клетку, образуют комплексные соединения с цитоплазматическими рецепторами. Комплекс транспортируется в ядро, где гормон освобождается от рецептора и взаимодействует с ядерным хроматином и через РНК регулирует синтез белка, проявляя гормональный эффект.
Нестероидные гормоны активизируют аденилатциклазу клеточной оболочки и в цитоплазме образуют циклический аденазинмонофосфат (цАМФ), который в свою очередь активизирует протеинокинез и, вызывая синтез белка, проявляет гормональный эффект.
Фармакологическое действие нестероидных гормонов наступает сразу после их применения; стероидных гормонов — через несколько часов или дней, что зависит от скорости синтеза новых белков, которые обеспечивают гормональный эффект.

## Классификация

### Общая классификация
Химическая природа почти всех гормонов известна, но ещё не разработаны общие принципы их номенклатуры. Названия гормонов, которые основываются на химической структуре, в подавляющем большинстве громоздки, поэтому существуют сложности в их использовании на практике. Чаще их называют по фармакологическому действию, например, вазопрессин — препарат, который сужает кровеносные сосуды, или по названию органа, из которого выделен гормон — инсулин — гормон с островков Лангерганса поджелудочной железы.
На сегодня отсутствует единая классификация гормонов. Их классифицируют в зависимости от естественного происхождения:
- гормоны гипофиза;
- щитовидной железы;
- надпочечников.

Однако, анатомическая классификация несовершенна, поскольку некоторые гормоны синтезируются в нескольких органах. Так, половые гормоны производятся не только в семенниках, но и в надпочечниках, гормон задней части гипофиза — вазопрессин — синтезируется в гипоталамусе, откуда поступает в нейрогипофиз.
В фармакологической практике принята смешанная классификация гормонов, которая учитывает их функциональное действие (эстрогены, гестагены, андрогены) и органное происхождение (гормоны гипофиза, поджелудочной железы и др.).
По химическому строению гормоны делят на три класса:
- стероиды;
- пептиды;
- амины.

Стероидные гормоны представлены тремя циклогексановыми и одним циклопентановым кольцами, которые образуют тетрациклиническую систему стерана.
Исходя из последовательности и количества углеродных атомов, которые обуславливают фармакологическое действие, стероидные гормоны делят на четыре группы: C18 — стероиды, к которым относят эстрогенные гормоны (эстрадиол, эстрон, эстриол); C19 — стероиды, которые представляют собой андрогены (тестостерон, метилтестостерон); C21 — стероиды, к которым принадлежат гестагенные гормоны (прогестерон), и кортикостероиды (кортикостерон, кортизол, альдостерон).
Стероидные гормоны имеют широкий спектр физиологических аспектов фармакологического действия. В организме нет тканей, которые не были бы чувствительными к тому или иному стероидному гормону.
К группе белково-пептидных гормонов принадлежат гормоны гипофиза, поджелудочной и вилочковой желёз. Они содержат разное количество аминокислотных остатков, от трёх — у тиреотропных и до 198 — у липотропных гормонов, а инсулин, лютеинизирующий и фолликулостимулирующий гормоны — это сложные белки-гликопротеиды. Пептидные гормоны нестойкие, быстро разрушаются протеазами, поэтому их вводят чаще.
Гормоны-амины — это производные аминокислоты тирозина. К ним относят адреналин и тироксин.

### Основные классы гормональных препаратов
1. Средства, влияющие на продукцию гормонов гипофиза
  - Соматотропин-рилизинг гормон
  - Аналоги соматостатина
  - Тиротропин-релизинг гормон
  - Стимуляторы продукции гонадотропных гормонов
  - Ингибиторы продукции гонадотропных гормонов
  - Ингибиторы секреции пролактина
2. Препараты гормонов гипофиза
  - Передней доли:
    - Соматотропин
    - Аналог АКТГ
    - Человеческие хорионические гонадотропины
    - Человеческие менопаузные гонадотропины
    - Тиротропин

  - Задней доли:
    - Препараты вазопрессина
    - Препараты окситоцина
    - Комбинированные препараты окситоцина и вазопрессина
3. Препараты гормонов щитовидной железы и антитиреоидные средства
  - Средства заместительной терапии при гипотириозе
  - Антитиреоидные средства
  - Средства, снижающие уровень кальция в крови
4. Препараты гормонов поджелудочной железы
  - Препараты инсулина
    - Короткого действия
    - Действия средней продолжительности
    - Длительного действия

  - Глюкагон
5. Синтетические сахаропонижающие средства
  - Производные сульфанилмочевины
  - Бигуаниды
  - Ингибиторы α-глюкозидазы
6. Препараты паращитовидных желёз
7. Препараты гормонов коры надпочечников 
  - Синтетические препараты минералокортикоидов
  - Естественные глюкокортикоиды
  - Синтетические аналоги глюкокортикоидов
    - Для приёма внутрь
    - Для инъекций
    - Для ингаляций
    - Для наружного применения
8. Препараты половых гормонов
  - Эстрогены
  - Гестагены
  - Андрогены
  - Контрацептивные средства
  - Противоклимактерические средства
9. Анаболические средства
  - Стероидной структуры
  - Нестероидной структуры

## Применение
Гормональные препараты применяют в таких случаях: при недостаточном образовании гормонов железами внутренней секреции, например, инсулина при гипофункции поджелудочной железы, для усиления фармакологического действия гормонов — окситоцин для ускорения сокращений матки во время родов; андрогены применяют для стимуляции роста молодых животных, а препараты тироксина — для облегчения откорма.
Их также применяют для лечения заболеваний, не связанных с нарушением гормональной функции организма (инсулин вводят для лечения атоний преджелудков у жвачных животных и паралитической миогемоглобинурии у коней).

## Побочные действия
Гормональные препараты нетоксичны, но имеют выраженное побочное действие. Оно проявляется не от введённой дозы, а от частоты введения препарата. Побочное действие настаёт постепенно при длительном применении гормона. Так, суисинхрон, который применяют для синхронизации опоросов, при длительном применении в терапевтических дозах вызывает у свиней чрезмерное разрастание нижней челюсти и фаланг конечностей, угнетает функцию надпочечников.
Даже в малых дозах гормоны существенно изменяют протекание многих физиологических процессов — одни активизируют их, другие — угнетают.
Для нормализации физиологического состояния организма гормоны необходимо вводить в оптимальных дозах. Увеличение дозы препарата сверх оптимальной может вызвать обратное действие. Применение прогестерона коровам в дозе 10 мг вызывает овуляцию, а в дозе 20 мг — угнетает её.